# Amiši
Amiši (njemački: Amische) su pripadnici konzervativne kršćanske skupine u Sjevernoj Americi, poznate kao Stari red amiške menonitske crkve. Amiši su se pojavili u razdoblju između 1693. i 1697. godine kao sljedbenici Menonitskog starješine Jakob Ammanna (1644.? – oko 1730.). Sljedbenici su Anabaptizma radikalnog ogranaka Lutherove reformacije.
Preseljenje u Sjevernu Ameriku i asimilacija učinili su da Amiša više nema u Europi. Naselili su se u Pennsylvaniji u 18. stoljeću. Poslije 1850. godine raspali su se na Stari (tradicionalni) i Novi red (danas menonitske crkve). Amiši starog reda sada žive u Pennsylvaniji, Ohiju, Indiani, Iowi, Ilinoisu i Kanzasu. Odrasli koriste i primaju formalno članstvo u crkvi između 17. i 20. godine. Bogosluženje u Pennsylvaniji se obavlja na pensilvanskom njemačkom (njemački dijalekt), malo na engleskom, a u novije vrijeme i na standardnom njemačkom, kojeg oni zovu hochdeitsch (visokonjemački). Iako su u teološkom pogledu slični menonitima, Amiši nose skromnu, staromodnu odjeću i odbacuju modernu tehnologiju, uključujući automobile i telefone.

## Ostali projekti
|  | Zajednički poslužitelj ima još gradiva o temi Amiši |